# Bhuwana
Bhuwana (trl. bhuvana) – system światów (kosmicznych sfer) w hinduizmie o poziomowym układzie,
struktura mistycznych krain istniejących we wszechświecie. Można je klasyfikować jako duchowe, niebiańskie i ziemskie.

## Śiwaizm kaszmirski
Nauki śiwaizmu kaszmirskiego postulują istnienie 118 światów. Odpowiednie cząstkowe energie (kala), których wylicza się pięć kategorii, są powiązane z wyłanianiem się coraz mniej subtelnych poziomów (bhuwana) wszechświata:
1. śantjatitakala – 0 (ta kala nie zawiera bhuwan)
2. śantakala – 18 bhuwan
3. widjakala – 28 bhuwan
4. pratiszthakala – 56 bhuwan
5. niwryttikala – 16 bhuwan